# Alison White

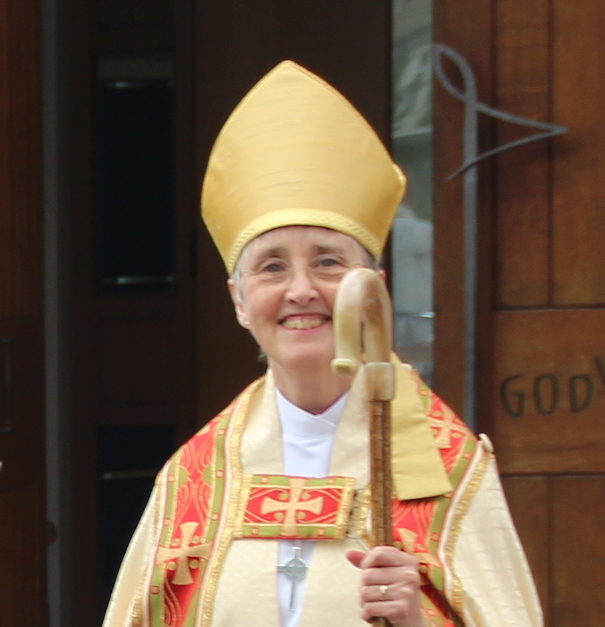
Alison White

Alison Mary White (* 1956) ist eine britische anglikanische Theologin. Sie war von 2015 bis 2022 Suffraganbischöfin von Hull im Erzbistum York. Sie war nach Libby Lane die zweite Bischöfin in der Church of England.

## Leben
White studierte Englische Sprache am St Aidan’s College der University of Durham, wo sie 1978 mit einem Bachelor of Arts (BA) abschloss. Später studierte sie Theologie an der University of Leeds, wo sie im Jahr 1994 einen Abschluss als Master of Arts (MA) erwarb.
Zur Vorbereitung auf ihr Priesteramt besuchte sie ab 1983 das Cranmer Hall Theological College, ein theologisches College der Anglikanischen Kirche, in Durham, welches an das St John’s College der University of Durham angeschlossen ist. 1986 wurde sie Diakonisse. 1987 wurde sie zur Diakonin geweiht; 1994 folgte ihre Priesterweihe. Ihre Priesterlaufbahn begann sie von 1986 bis 1989 als ehrenamtliche Vikarin (Non-stipendiary priest; NSM) in Chester-le-Street in der Diözese von Durham. Von 1989 bis 1993 war sie „Advisor in Local Mission“ in der Diözese von Durham tätig; gleichzeitig war sie ehrenamtliche Gemeindediakonin (Honorary Parish Deacon) in Birtley. Von 1993 bis 1998 war sie als „Director of Pastoral Studies“ am Cranmer Hall College für die Priesterausbildung zuständig. Als  „Director of Ordinands“ war sie anschließend von 1998 bis 2000 für die Priesterausbildung in der Diözese von Durham verantwortlich. Von 2000 bis 2004 war sie als Mitglied des Springboard-Teams des Erzbischofs von Canterbury, als sog. „Springboard Missioner“, für die Diözese von Durham auf nationaler und internationaler Ebene für die Bereiche Evangelisation und Missionstätigkeit zuständig und aktiv.
Von 2005 bis 2010 war sie Bildungsbeauftragte für die Erwachsenenbildung (Adult Education Officer) für die Diözese von Peterborough. Von 2009 bis 2010 war White Kanonikerin (Canon; Domherrin und Mitglied des Domkapitels) an der Peterborough Cathedral. 2010 wurde sie Ehrenkanonikerin (Honorary Canon Theologian) an der Sheffield Cathedral. 2011 wurde sie Pfarrerin mit der Amtsbezeichnung „Priest-in-Charge“ an der St James’ Church in Riding Mill in der Grafschaft Northumberland in der Diözese von Newcastle. Gleichzeitig war sie Diözesanreferentin der Diözese von Newcastle für die Bereiche Religion/Spiritualität und Glauben (Diocesan Adviser for Spirituality and Spiritual Direction).
Am 25. März 2015 wurde Whites Ernennung zur Suffraganbischöfin von Hull in der Kirchenprovinz York bekanntgegeben. Sie wird in dieser Funktion Nachfolgerin von Richard Frith, der im November 2014 Bischof von Hereford in der Church of England geworden war. Sie ist nach Libby Lane, die im Januar 2015 zur Suffraganbischöfin von Stockport geweiht worden war, die zweite Bischöfin in der Church of England. Ihre Bischofsweihe fand am 3. Juli 2015 im York Minster statt.

## Persönliches
Alison White ist mit Frank White, dem Assistenzbischof von Newcastle (Assistant Bishop of Newcastle) in der Church of England, verheiratet. Das Ehepaar ist kinderlos. Sie sind das erste Ehepaar in der Church of England, bei dem beide Ehepartner Bischöfe sind. Sie haben Verwandte in England und Südafrika. Zu Alison Whites Hobbys gehören Literatur, Kunst, Theater und Lesen. Sie liebt Reisen, die Natur, Spazierengehen und Gartenarbeit; außerdem schätzt sie die Gesellschaft guter Freunde.